# Sociedade Egipciense Futebol Clube
A Sociedade Egipciense Futebol Clube (conhecida popularmente como Egipciense) é um clube futebol brasileiro da cidade de São José do Egito, no estado de Pernambuco. Foi fundado em 5 de janeiro de 1931 e suas cores, presentes no escudo e bandeira oficial, são o vermelho, branco e preto.
Tem como modalidade esportiva principal o futebol, sendo um dos clubes mais antigos do futebol pernambucano. O Egipciense é um clube que não teve vida muito longa na esfera do futebol profissional, onde esteve presente por apenas três temporadas, duas delas na extinta Copa Intermunicipal de Clubes (campeonato com clubes que buscavam sua profissionalização, também conhecida como uma espécie de terceira divisão estadual) e a outra na segunda divisão, o Egipciense nunca alcançou a primeira divisão estadual. Atualmente o clube encontra-se licenciado, participando apenas de competições citadinas e amadoras.

## História
A história da Sociedade Egipciense Futebol Clube começa no dia 26 de agosto de 1914, quando o clube foi fundado por desportistas egipsienses, Valfredo Siqueira, José Torreão e Mario Lira.[carece de fontes?]
Conhecido como “Galo do Pajeú”, é um clube que não teve vida muito longa na esfera do futebol profissional, onde esteve despontando na Série A2 e na Série A3, do Campeonato Pernambucano. Logo após a segunda divisão de 2002 o clube retornou ao amadorismo e sua última competição oficial foi a Copa do Interior em 2007, e desde então vem se dedicando as categorias de base. De 2009 pra cá, o time investe nas categorias de base de 9 a 14 anos. O Egipciense traz nas cores de suas camisas o vermelho, preto, e o branco, introduzida por Vigário sapateiro na década de 1950.

## Clube

### Sede
- Sede social: Rua 25 de agosto, no município de São José do Egito, no Sertão Pernambucano, no estado de Pernambuco.

### Estádio
O Estádio Municipal Francisco Pereira, também popularmente conhecido como Pereirão ou simplesmente Estádio Francisco Pereira, foi a casa do Galo do Pajeú em competições oficiais. O estádio, tem capacidade para 5 mil pessoas. O estádio passou por reformas e a previsão de entrega para a população foi para o ano de 2018.

## Símbolos

### Escudo
Desde os primeiros jogos disputados, o primeiro escudo do Egipciense chamava à atenção. No escudo, apresenta-se o nome EGIPCIENSE, na cor dourada e as letras “F” e “C” entrelaçadas. Encima do logo, tinha um galo, mascote atual do clube.
Atualmente o escudo tem um design mais moderno, tirando apenas a figura do galo.
|  |  |

### Mascote

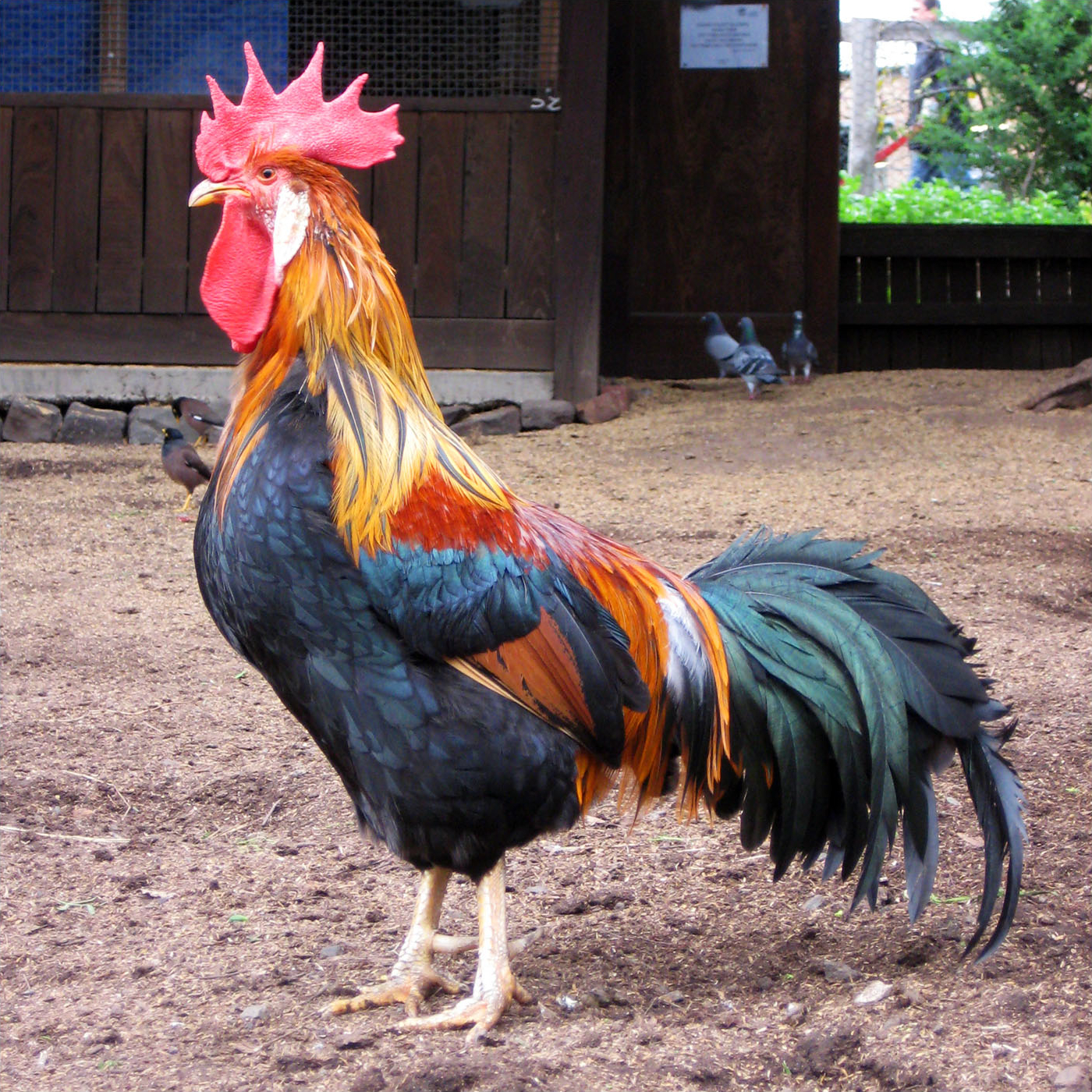
Galo - mascote da Egipciense

O mascote oficial do Egipciense é o Galo. O galo (Gallus gallus) é o macho da galinha, comumente tratado como um animal heráldico. Estes animais, ao longo da história, também foram utilizados num esporte, atualmente ilegal em diversos países, denominado rinha. Um galo juvenil é chamado de frango, galeto ou galispo. Algumas espécies de galo são criadas como aves ornamentais, por suas penas coloridas e brilhantes.
Por ser uma figura de imponência e territorialista, a ave foi adotado para representar a importância do clube no futebol, por isso o clube tem à alcunha de Galo do Pajeú. Também pelo fato do clube sediado em um lugar com o nome de Egito, terra de Faraós e Deuses Egípcios, aumenta ainda mais essa mítica.

### Uniformes
- 1º - Camisa branca com listras horizontais vermelha e preta, calção e meias brancas;
- 2º - Camisa vermelha com listras verticais vermelha e preta, calção e meias pretas.

| 1º Uniforme | 2º Uniforme |  |

## Estatísticas

### Campanhas de destaque
| Sociedade Egipciense Futebol Clube | Sociedade Egipciense Futebol Clube | Sociedade Egipciense Futebol Clube | Sociedade Egipciense Futebol Clube | Sociedade Egipciense Futebol Clube |
| Torneio                            | Campeão                            | Vice-campeão                       | Terceiro                           | Quarto                             |
| ---------------------------------- | ---------------------------------- | ---------------------------------- | ---------------------------------- | ---------------------------------- |
| Campeonato Pernambucano - Série A2 | Não possui                         | Não possui                         | 1 vez (em 2002)                    | Não possui                         |
| Campeonato Pernambucano - Série A3 | Não possui                         | Não possui                         | Não possui                         | Não possui                         |

### Participações
| Competição | Competição                         | Temporadas | Melhor campanha         | Estreia | Última | P | R |
| Pernambuco | Campeonato Pernambucano - Série A2 | 1          | 3° colocado             | 2002    | 2002   | – |   |
| Pernambuco | Campeonato Pernambucano - Série A3 | 2          | 8° - (Quartas de final) | 1999    | 2000   | – |   |